# Hailes Castle
Hailes Castle is een laatdertiende-eeuwse kasteelruïne, gelegen in de regio East Lothian van Schotland. Het is een van de oudst overgebleven stenen kastelen in Schotland.

## Geschiedenis

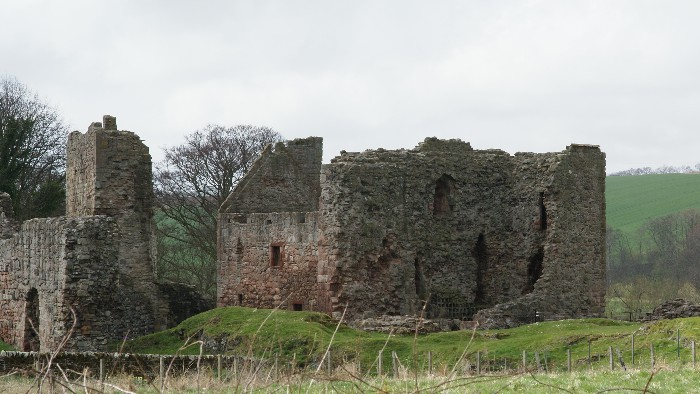
Hailes Castle vanuit het zuidoosten. De woontoren van de familie de Gourlay bevindt zich aan de rechterzijde.

Het kasteel werd vermoedelijk aan het einde van de dertiende eeuw gebouwd door de familie de Gourlay, als familieresidentie. Deze familie steunde echter de Engelsen tijdens de Schotse Onafhankelijkheidsoorlog aan het begin van de veertiende eeuw. Hun land werd daarom verbeurdverklaard. Het kasteel werd door Robert the Bruce aan Adam de Hepburn gegeven. Deze familie hield het kasteel vele generaties in beheer. Deze familie bracht vele veranderingen aan in het kasteel.
Het kasteel werd in 1446 door Archibald Dunbar ingenomen. Hij doodde volgens de overlevering iedereen in het kasteel. Het kasteel bleef daarna wel in bezit van de familie Hepburn. Pas in 1567 verloor James Hepburn, de echtgenoot van Maria I van Schotland het kasteel. Het kasteel kwam aanvankelijk in bezit van de familie Stewart, later van de familie Seton. Deze families hadden hun eigen residentie echter elders, waardoor het kasteel een minder belangrijke functie kreeg.
De troepen van Oliver Cromwell vernielden het kasteel in 1650, waardoor het niet meer bruikbaar was als verdedigingswerk.

## Bouw

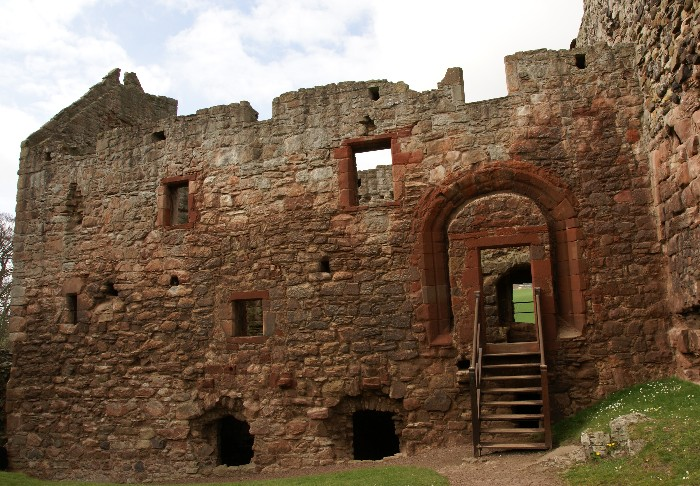
De westelijke helft van het oorspronkelijke kasteel, met het raam van de kapel dat tot deur is vermaakt.

Het kasteel ligt aan de zuidelijke oever van de rivier Tyne. Het oorspronkelijke kasteel van de familie de Gourlay was ongeveer rechthoekig van vorm, met de lange zijde langs de rivier. In het centrum van het kasteel bevond zich de woontoren. Het gedeelte ten oosten van deze woontoren is verloren gegaan.
De familie Hepburn bouwde aan de westzijde een grote rechthoekige woontoren in de veertiende eeuw. In deze toren bevonden zich onder andere de privévertrekken van de kasteelheer. In de westelijke vleugel van het oorspronkelijk deel (tussen de oude en nieuwe woontoren) werd op de eerste etage een kapel ingericht. In later tijd werd deze ruimte weer voor andere doeleinden gebruikt. Aan de zuidzijde werd het bewerkte raam van de kapel omgebouwd tot een deur, terwijl de deur van de kapel werd omgebouwd tot een raam. De pisces van de kapel is herkenbaar in de muur. Op de begane grond, onder de kapel, bevond zich de keuken, met grote oven.
Aan de zuidzijde werd door de familie Hepburn een ommuurde binnenplaats gebouwd.

## Beheer
Hailes Castle wordt beheerd door Historic Environment Scotland.